# Городище (Бєлгородська область)
Городи́ще (рос. Городище) — село, підпорядковане Старооскольській міськраді Бєлгородської області, Росія.
Село розташоване за 23 км на південний схід від міста Старий Оскол.
Населення села становить 3 448 осіб (2002).
Городище розташоване на річці Котел, лівій притоці річки Оскіл, басейн Сіверського Дінця. На півночі простягаються дубово-березові ліси Городищенського лісництва.